# Щельяюр
Щельяю́р — рабочий посёлок в Ижемском районе Республики Коми, административный центр одноимённого сельского поселения.

## География
Посёлок расположен в западной части Ижемского района, на левом берегу реки Печоры. Находится на высоте 100 м над уровнем моря.

## История
По легенде Щельяюр был основан крестьянином по фамилии Рочев, который переселился сюда в 1754 году из Ижмы. По данным же ревизий село возникло в 1763—1766 годах. В 1898 году крестьянами из Щельяюра была основана деревня Бызовая. В 1930 году в селе действовали школа, изба-читальня, клуб речников, пароходная стоянка, агентство госторга, Крестьянский комитет общественной взаимопомощи, участок милиции. 26 апреля 1962 году Щельяюр получил статус рабочего посёлка.

## Население
Численность населения посёлка на 2011 год составляет 2934 человека.
| 1970  | 1979  | 1989  | 2002  | 2010  | 2012  | 2013  |
| ----- | ----- | ----- | ----- | ----- | ----- | ----- |
| 4593  | ↘4395 | ↘4122 | ↘3551 | ↘2934 | ↘2876 | ↘2818 |
| 2014  | 2015  | 2016  | 2017  | 2018  | 2019  | 2020  |
| ↘2768 | ↘2720 | ↘2711 | ↘2687 | ↘2587 | ↗2633 | ↘2587 |
| 2021  |       |       |       |       |       |       |
| ↘2177 |       |       |       |       |       |       |

Динамика численности населения:
| 1782 | 1795 | 1816 | 1850 | 1858 | 1897 | 1905 | 1920 | 1926 | 1989 | 2006 | 2011 |
| 50   | 133  | 154  | 490  | 571  | 732  | 917  | 915  | 1291 | 4122 | 3615 | 2934 |